# Kojmyrtjärnen, Jämtland
Kojmyrtjärnen är en sjö i Strömsunds kommun i Jämtland och ingår i Indalsälvens huvudavrinningsområde.